# Sobarocephala milangensis
Sobarocephala milangensis är en tvåvingeart som beskrevs av Elisabeth K. Stuckenberg 1973. Sobarocephala milangensis ingår i släktet Sobarocephala och familjen träflugor.
Artens utbredningsområde är Moçambique. Inga underarter finns listade i Catalogue of Life.